# Mirnaje
Mirnaje (biał. Мірнае; ros. Мирное, Mirnoje) – wieś na Białorusi, w obwodzie homelskim, w rejonie lelczyckim, w sielsowiecie Bujnowicze.